# Disa Gillis
Disa Axelina Gillis, född Johansson 3 februari 1909 i Stockholm, död 8 september 1975 i Johanneshov, var en svensk skådespelare.
Hon var gift med kompositören och sångtextförfattaren Sverker Ahde från 1939 till hans död 1970. De är begravda på Eslövs kyrkogård.

## Filmografi
- 1929 – Ville Andesons äventyr
- 1930 – Fridas visor
- 1930 – För hennes skull
- 1931 – Trötte Teodor
- 1932 – Modärna fruar
- 1932 – Landskamp
- 1932 – Kärlek och kassabrist
- 1932 – Pojkarna på Storholmen
- 1933 – Bomans pojke
- 1934 – Karl Fredrik regerar
- 1935 – Grabbarna i 57:an

## Teater

### Roller
| År   | Roll                            | Produktion                                   | Regi             | Teater       |
| ---- | ------------------------------- | -------------------------------------------- | ---------------- | ------------ |
| 1928 | Medverkande                     | Så'na djur finns inte Svasse Bergqvist       | Svasse Bergqvist | Odéonteatern |
| 1930 | Lilly, skrivmaskinsflicka       | Krasch Erik Lindorm                          | Sigurd Wallén    | Folkteatern  |
| 1931 |                                 | Trötte Teodor Max Neal och Max Ferner        |                  | Folkteatern  |
| 1931 | Inga                            | 33.333 Algot Sandberg                        | Sigurd Wallén    | Folkteatern  |
| 1932 | Betty                           | Tjuvar och hedersmän Winchell Smith          | Oscar Lund       | Folkteatern  |
| 1932 | Ellen, i tjänst hos generalskan | Onsdagsflickan Paul Sarauw                   | Albert Ranft     | Folkteatern  |
| 1932 |                                 | Hemslavinnor Christian Bogø och Axel Frische |                  | Folkteatern  |
| 1932 | Marie Mestretti                 | Boxare James Gleason och Richard Taber       | Oscar Lund       | Folkteatern  |